# Ciriaco Benavente Mateos
Ciriaco Benavente Mateos (ur. 3 stycznia 1943 w Malpartida de Plasencia) – hiszpański duchowny katolicki, biskup Albacete w latach 2006–2018.

## Życiorys

### Prezbiterat
Święcenia kapłańskie otrzymał 4 czerwca 1966 i został inkardynowany do diecezji Plasencia. Przez kilkanaście lat pracował jako duszpasterz parafialny. W 1979 został rektorem diecezjalnego seminarium, zaś trzy lata później objął funkcję ojca duchownego. W latach 1990–1992 wikariusz generalny diecezji.

### Episkopat
17 stycznia 1992 papież Jan Paweł II mianował go biskupem ordynariuszem diecezji Coria-Cáceres. Sakry biskupiej udzielił mu ówczesny nuncjusz w Hiszpanii – abp Mario Tagliaferri.
16 października 2006 został przeniesiony do diecezji Albacete. 25 września 2018 przeszedł na emeryturę.